# Peleteria erschoffl
Peleteria erschoffl là một loài ruồi trong họ Tachinidae.